# Christine Ahmann-Leighton
Christine Ahmann-Leighton (Estados Unidos, 20 de mayo de 1970) es una nadadora estadounidense retirada especializada en pruebas de estilo mariposa y estilo libre, ganadora de tres medallas —dos de ellas de oro— en los Juegos Olímpicos de Barcelona 1992 en los.

## Carrera deportiva
En los Juegos Olímpicos de Barcelona 1992 ganó la medalla de plata en los 100 metros mariposa, con un tiempo de 58.74 segundos, y dos medallas de oro en relevos 4 x 100 metros libres y 4 x 100 metros mariposa, por delante de los equipos de China y Alemania, y Alemania y Equipo Unificado, respectivamente.